# Machaerium fruticosum
Machaerium fruticosum là một loài thực vật có hoa trong họ Đậu. Loài này được (Vell.) Hoehne miêu tả khoa học đầu tiên.